# Горішня Кремена
Горішня Креме́на (болг. Горна Кремена) — село у Врачанській області Болгарії. Входить до складу общини Мездра.

## Населення
За даними перепису населення 2011 року у селі проживали 487 осіб, з них 435 осіб (99,3%) — болгари.
Розподіл населення за віком у 2011 році:
Динаміка населення: